# Paralimnus efferatus
Paralimnus efferatus är en insektsart som beskrevs av Dlabola 1961. Paralimnus efferatus ingår i släktet Paralimnus och familjen dvärgstritar. Inga underarter finns listade i Catalogue of Life.